# Лісові пожежі в Каліфорнії (2025)
У штаті Каліфорнія триває серія лісових пожеж. Станом на 30 червня 2025 року загалом 3290 пожеж охопили 96 994 акри (39 252 га) землі по всьому штату.

## Передісторія
Час настання «сезону пожеж» у Каліфорнії змінюється залежно від кількості опадів, що випали раніше взимку та навесні, частоти та суворості погодних умов, таких як хвилі спеки та вітрові явища, а також вмісту вологи в рослинності. У Північній Каліфорнії лісові пожежі зазвичай спостерігаються між кінцем весни та початком осені, досягаючи піку влітку з більш спекотними та сухими умовами. Інколи проходження холодних фронтів може принести вітер та блискавки. Час настання сезону пожеж у Південній Каліфорнії подібний, пік активності досягає між кінцем весни та осінню. Інтенсивність та тривалість пікової активності в будь-якій частині штату частково модулюється погодними явищами: вітрові явища на схилах/у морі можуть призвести до критичної пожежної погоди, тоді як берегові потоки та тихоокеанські погодні системи можуть створювати умови, що перешкоджають розвитку лісових пожеж.

## Короткий зміст
Сезон пожеж 2025 року розпочався на початку січня, коли потужний вітер у Санта-Ані приніс екстремальні вітри на значну частину Південної Каліфорнії, що спричинило швидке поширення численних пожеж по всьому Великому Лос-Анджелесу, знищивши тисячі споруд та охопивши територію понад 50 000 акрів.

## Січневі лісові пожежі
Зміна клімату збільшила ймовірність лісових пожеж, спричинивши спочатку дуже сильні опади (що призвело до збільшення кількості рослинності), а потім дуже сильну посуху (яка висушила рослинність). Ймовірність таких подій зросла на 8-31% порівняно з 1950 роком. Попередні кліматичні моделі недооцінювали ризик, але навіть вони стверджували, що підвищення температури на 3 градуси подвоїть ймовірність таких подій порівняно з поточними умовами. Зміна клімату також збільшує інтенсивність вітрів і зменшує кількість води, доступної для зупинки лісових пожеж.
Вчені з Каліфорнійського університету провели швидку оцінку, підрахувавши, що різниця між середніми температурами 1980–2023 років та аномально спекотним 2024 роком відповідає за 25% дефіциту вологи, який був однією з причин лісових пожеж. Вони зазначили, що «до цього періоду відбулося суттєве антропогенне потепління, тому наша оцінка впливу теплових аномалій у 2024 році є консервативною». Їхнє дослідження досі не пройшло рецензування.
В іншому аналізі ClimaMeter було оцінено, що погодні умови в регіоні, коли почалися лісові пожежі, були «на 5°C теплішими, на 3 мм/день (до 15%) сухішими та до 5 км/год (до 20%) вітрянішими» протягом 1987–2023 років порівняно з 1950–1986 роками. Це було головним чином пов'язано зі зміною клімату, тоді як природна мінливість відіграла лише невелику роль. Крім того, оскільки зміна клімату зробила сезон лісових пожеж у Каліфорнії довшим, він ще більше перетинався із сезоном вітрів Санта-Ани (жовтень-січень). Аналіз Climate Central та World Weather Attribution також показав, що зміна клімату значно збільшила ймовірність лісових пожеж не одним, а кількома способами.
Лісові пожежі знищили будинки деяких найбагатших людей Каліфорнії, зокрема багато будинків на Карбон-Біч у Малібу, який у розмовній мові також називають «Пляжем мільярдерів». Орієнтовні збитки від цих лісових пожеж становлять від 250 до 275 мільярдів доларів США. Каліфорнійські організації, такі як Michelson Found Animals та Better Neighbor Project, об’єдналися, щоб зробити пожертви та допомогти сім’ям, які постраждали від пожеж.